# Santo Liotta
Santo Liotta (Paternò, 11 novembre 1951) è un politico italiano.

## Biografia
Laureato in Fisica, è insegnante. Esponente di Rifondazione Comunista, nel 1993 diventa consigliere comunale a Paternò, restando in carica fino al 1997. Viene eletto nell'Assemblea regionale siciliana in occasione delle elezioni regionali del 1996 nel collegio di Catania con voti 2790 di preferenza. Viene riconfermato anche dopo le elezioni regionali del 2001, quando nello stesso collegio catanese ottiene 2174 preferenze.
Alle elezioni politiche del 2006 viene eletto senatore della XV legislatura della Repubblica Italiana nella circoscrizione Sicilia per Rifondazione Comunista. Conclude il proprio mandato parlamentare nel 2008.